# ブルックリンの片隅で
『ブルックリンの片隅で』（原題:Beach Rats）は2017年に公開されたアメリカ合衆国の青春映画である。監督はエリザ・ヒットマン、主演はハリス・ディキンソンが務めた。本作は日本国内で劇場公開されなかったが、Netflixによるデジタル配信が行われている。

## 概略
ブルックリン。フランキーは男性に惹かれる自分を自覚するようになったが、それを友人や家族に知られないように振る舞っていた。シモーヌという新しい恋人を作ったのも周囲に対する目くらましであった。しかし、フランキーはシモーヌとのセックスでは満足できず、インターネットを介して知り合った男性と体を重ねることで充足感を得ていた。
本作はフランキーを通して青年期特有の煩悶を描き出していく。

## キャスト
- ハリス・ディキンソン - フランキー
- マデリーン・ワインスタイン - シモーヌ
- ケイト・ホッジ - ドナ
- ニコール・フライアス - カーラ
- フランク・ハカイ - ニック
- デヴィッド・イワノフ - アレクセイ
- アントン・セリアニノフ - ジェス
- ハリソン・シーハン - ジェレミー
- ダグラス・エヴェレット・デイヴィス - ハリー
- エリック・ポテンパ - マイケル

## 製作
2015年1月、エリザ・ヒットマンが執筆した本作の脚本がサンダンス映画祭主催の脚本家ワークショップで取り上げられた。2016年4月25日、ヒットマン自らメガホンを取ることになったと報じられた。

## 公開・興行収入
2017年1月23日、本作はサンダンス映画祭でプレミア上映され、ヒットマンが監督賞を受賞した。28日、ネオンが本作の全米配給権を獲得したとの報道があった。2月9日、本作のティーザー・トレイラーが公開された。7月20日、本作のオフィシャル・トレイラーが公開された。8月25日、本作は全米3館で限定公開され、公開初週末に4万6451ドル（1館当たり1万5483ドル）を稼ぎ出し、週末興行収入ランキング初登場48位となった。

## 評価
本作は批評家から高く評価されている。映画批評集積サイトのRotten Tomatoesには104件のレビューがあり、批評家支持率は86%、平均点は10点満点で7.1点となっている。サイト側による批評家の見解の要約は「感情移入しやすい作品で、出演者の演技も実に見事である。『ブルックリンの片隅で』はある若者の青年期における心の揺れ動きを幻想的に描写しているが、その視線はクリアなものである。」となっている。また、Metacriticには29件のレビューがあり、加重平均値は78/100となっている。